# Ільченко Галина Андріївна
Галина Андріївна Ільченко — педагог, журналіст, голова Конотопського осередку НСЖУ, головний редактор газети Конотопський край.

## Біографія
Народилася 12 березня 1945 року на Забайкаллі. У 13 років переїхала рабатьками в Україну.
У 1960 закінчує середню школу. За успіхи у навчанні отримує срібну шкільну медаль.
В тому ж році вступає до Ніжинського державного педагогічного інституту.
Після закінчення ВНЗ працювала вчителем на Донбасі.
23 квітня 1973 року починає працювати у редакції газети «Радянський прапор»(Конотоп).
У 1983 закінчує відділення журналістики Вищої партшколи ЦК КПУ.
У цьому ж році її призначають заступником редактора газети.
13 лютого 1990 року Галину Ільченко призначили редактором газети.
З 1992 року Галина Ільченко очолює міську журналістську організацію.
У 2000 році була змушена залишити посаду редактора газети Конотопський край через погане здоров'я та сімейні обставини.
18 серпня 2006 року Президент України Віктор Ющенко присвоїв їй почесне звання «Заслужений журналіст України».
Померла 6 червня 2011 року після тяжкої хвороби у віці 66 років.

## Громадська діяльність
Окрім безпосередньої журналістської діяльності брала активну участь у культурному розвитку міста Конотоп.
Зокрема у 1998 році стала ініціатором створення колективної збірки конотопських поетів «Місто кохане — мій Конотоп».
До самої смерті очолювала Конотопську міську організацію Національної спілки журналістів України.

## Цікаві факти
У 2016 році відбувся Конкурс на найкращий журналістський матеріал на премію імені заслуженого журналіста України Галини Андріївни Ільченко